# Altes Rathaus (Neubrandenburg)

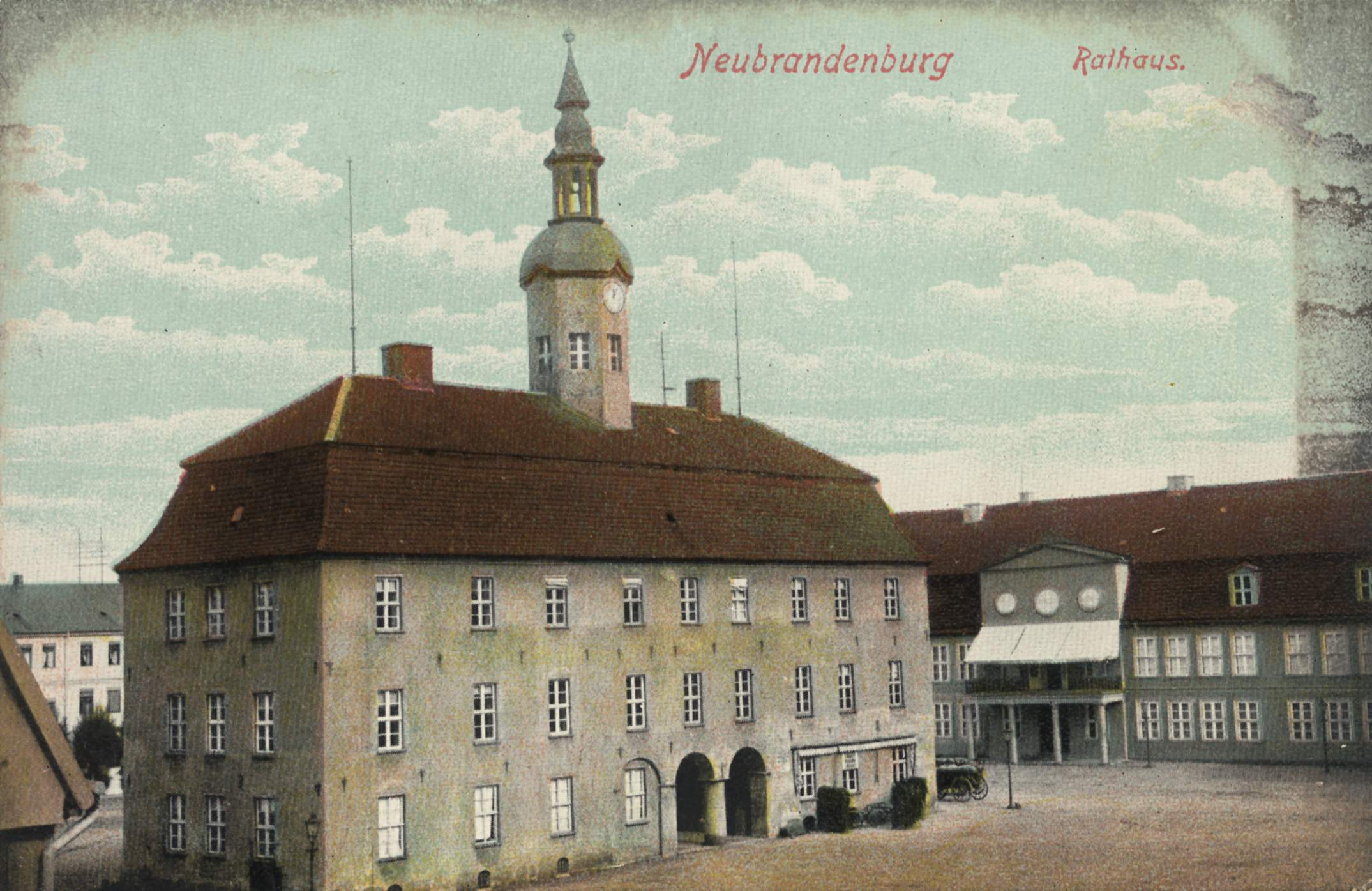
Altes Rathaus Neubrandenburg, um 1910. (Im Hintergrund das Fürstliche Stadtschloss bzw. Palais)

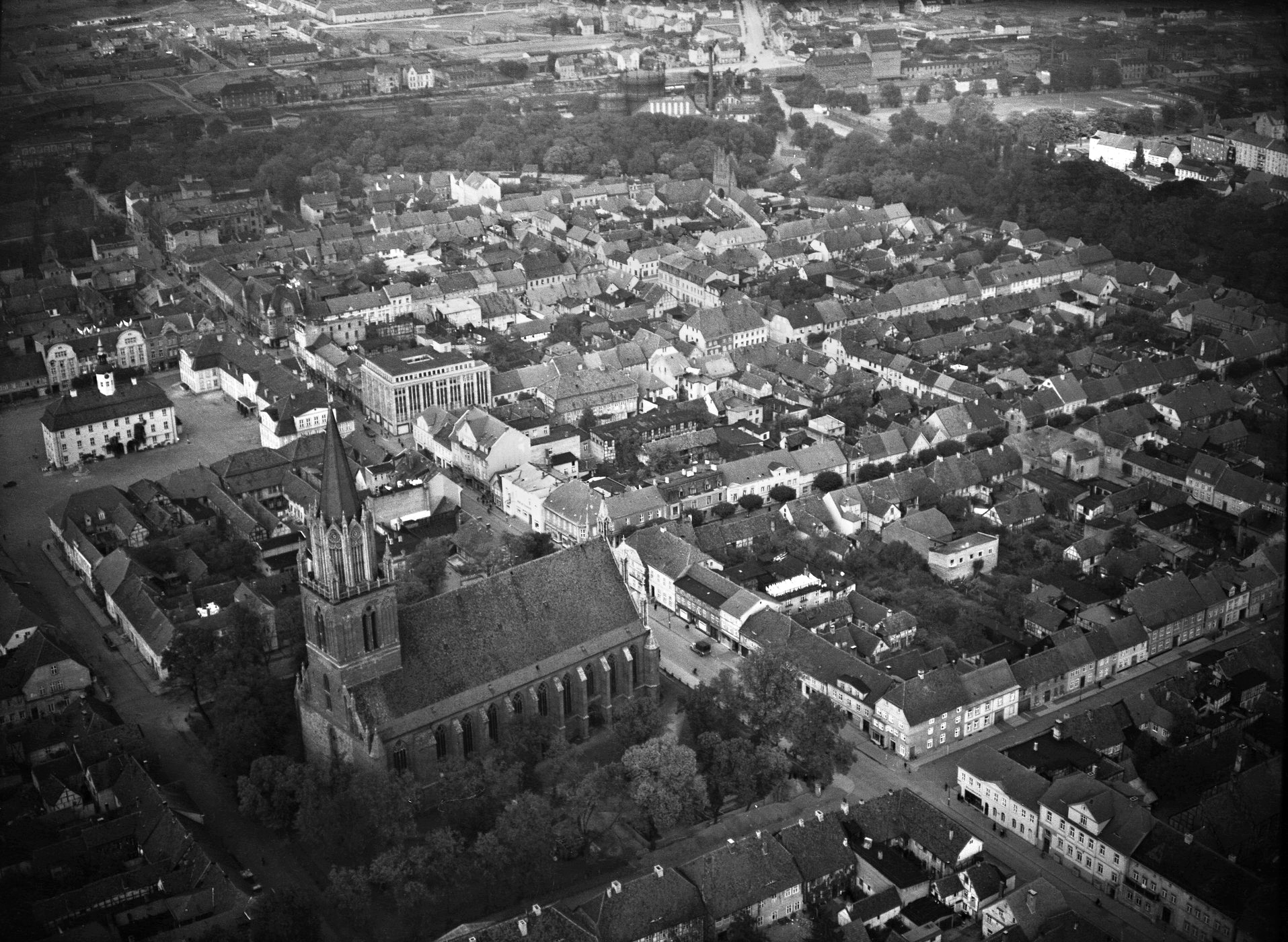
Luftbild der noch unzerstörten Neubrandenburger Altstadt 1943. Am linken Bildrand der Marktplatz mit dem Rathaus und dem Palais.

Das letzte, so genannte alte Rathaus von Neubrandenburg aus der Vorkriegszeit, ein Barockbau von 1747, stand bis zum Abriss seiner Ruine im Jahre 1950 mitten auf dem  Marktplatz der Stadt. Zuvor war es durch Brandlegungen am Ende des Zweiten Weltkrieges weitgehend ausgebrannt.
Seit 1990 dient der in den späten 1960ern errichtete DDR-Großbau des ehemaligen SED-Bezirksrates des Bezirks Neubrandenburg am Friedrich-Engels-Ring als Sitz der Stadtverwaltung.

## Geschichte
Der Rathausbau hat in Neubrandenburg eine lange, bis ins Mittelalter zurück reichende Tradition. Bei allen Unsicherheiten der Überlieferung lassen sich für diese Stadt bis heute acht Rathäuser nachweisen, davon fünf für die Zeit bis 1945.

### Erstes Rathaus (nach 1248)
Schon die Gründungsurkunde der Stadt Neubrandenburg, durch welche Markgraf Johann I. von Brandenburg die Erbauung der Stadt anordnete, enthält eine Klausel für einen ersten Rathausbau: „Wenn sie [die Bürger] aber zum Nutzen und Vortheil auf dem Markte derselben Stadt ein Gebäude mit eigener Arbeit und Kosten werden aufführen können, so verleihen wir es ihnen gleicherweise [, um es] zum Nutzen der Stadt nach gemeinsamer Berathung zu verwenden.“ Dieses Gebäude stand jedoch nicht auf dem heutigen Markt, es soll sich in der heutigen Friedländer Straße befunden haben, dem ältesten Teil der Stadt. Auch dort hat es einen kleinen, marktähnlichen Platz gegeben. Dieses erste Rathaus befand sich wohl gegenüber dem Wohnhaus des beauftragten Lokators Herbord von Raven, der die mittelalterliche Planstadt erbaute und ihr erster Stadtvogt war. In diesem frühen Rathaus tagte das Schöffergericht unter Vorsitz jenes Stadtvogts.

### Platten- bzw. Harnischburg – ein Rathaus?
Ein weiteres, vielleicht bis ins Mittelalter zurück reichendes Gebäude der Stadt war die so genannte Platten- bzw. Harnischburg an der Südseite des Marienkirchplatzes. Über die Funktion dieses öffentlichen Gebäudes gibt es nur wenige, unsichere Überlieferungen. Als sicher darf gelten, dass dieses Gebäude rathausähnliche Aufgaben erfüllte. Es diente zur Aufbewahrung von Waffen und Rüstzeug. Vor ihm fand traditionell die Morgensprache statt, die alljährlichen Vollversammlungen aller Bürger der Stadt. Noch im 18. Jahrhundert spielte es bei Gerichtsverhandlungen eine wichtige Rolle. Um die Mitte des 19. Jahrhunderts wurde das Gebäude im Zuge der Neugestaltung des Marienkirchplatzes abgerissen. Aus seinem Gebälk errichtete man ein erstes Badehaus im Tollensesee, das irgendwann dem Eisgang zum Opfer fiel.

### Zweites Rathaus (14. Jh.)
Etwa in der ersten Hälfte des 14. Jahrhunderts scheint auf dem heutigen Marktplatz tatsächlich ein neues Rathaus entstanden zu sein und man verlegte auch den Gerichtssitz auf den Marktplatz. Urkundlich gesichert ist für 1372 jedoch lediglich die Existenz eines Kaufhauses auf dem Markt, das als „Schohus“ bezeichnet wurde. Dieses war wohl vor allem ein Handelsdepot für die starke Zunft der Schuhmacher, allerdings auch ein Verkaufs- und Versammlungsort. Die genaue Lage jenes Kaufhauses auf dem Markt ist nicht überliefert. Auch weiß man nicht, ob es zwischen diesem Kaufhaus und dem neu entstandenen Rathaus auf dem Markt irgendeine Gebäudekontinuität gab, wie sie etwa für das Stralsunder Rathaus bekannt ist.
Bei archäologischen Grabungen im Jahre 2006 wurden auf dem Marktplatz Fundamente von zwei großen, zentral gelegenen Gebäuden nachgewiesen, darunter ein 14 Meter breites sowie etwa 25 bis 30 Meter langes Gebäudes an der Ostseite des Platzes. Unstrittig ist, dass eines dieser Gebäude das mittelalterliche „Schohus“ gewesen sein muss. Welches der beiden Gebäude es war, konnte durch archäologische Befunde nicht geklärt werden.

### Drittes Rathaus (1585–1588)

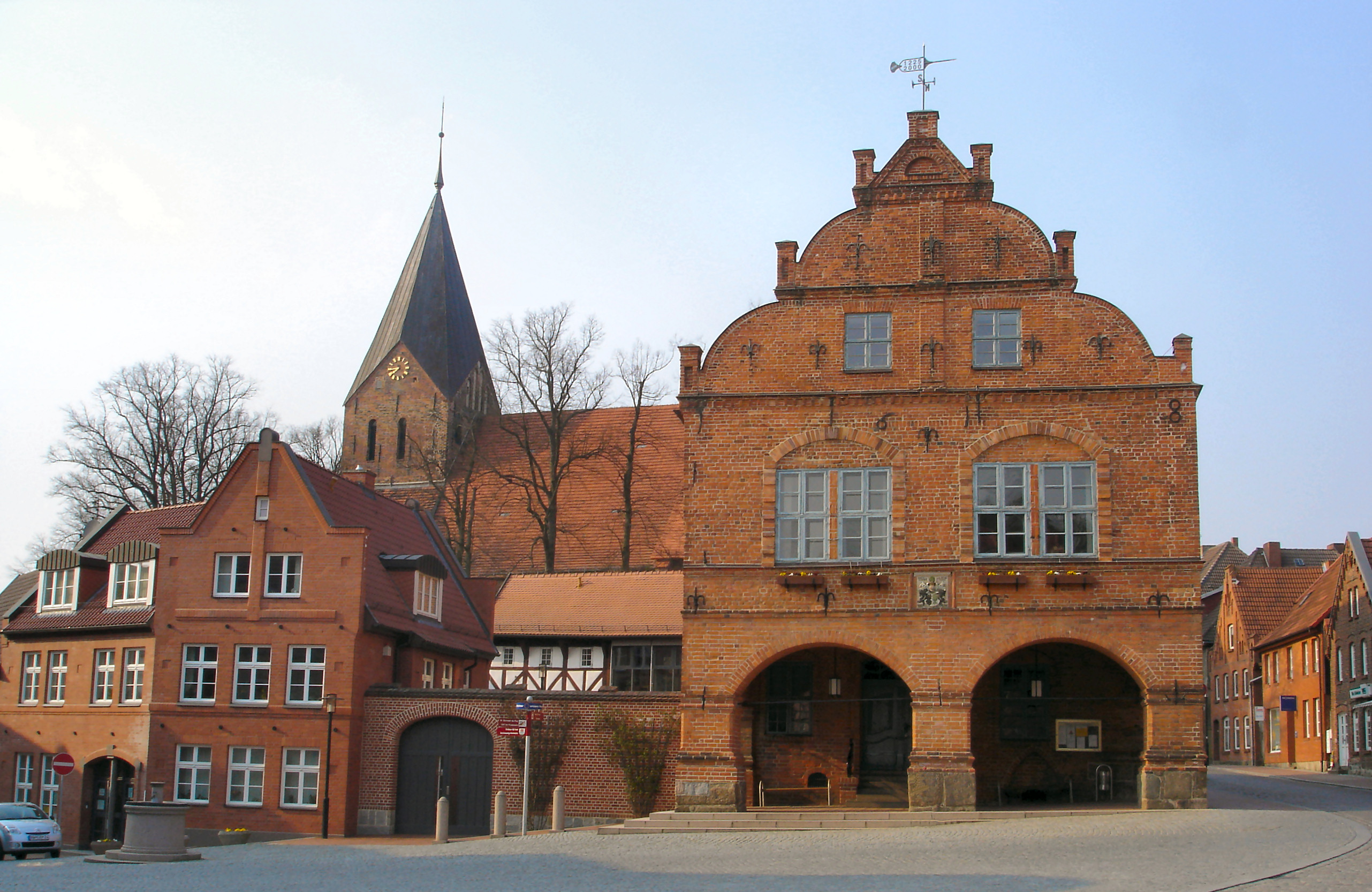
Rathaus von Gadebusch – So ähnlich könnte das dritte Neubrandenburger Rathaus ausgesehen haben.

In den Jahren 1585–1588 wurde an der östlichen Seite des Marktes ein neues Rathaus im Stil der Renaissance gebaut. Wahrscheinlich handelte es sich um ein Giebelhaus mit westseitiger Ratslaube. Ein solcher Gebäudetyp ist ähnlich in anderen norddeutschen Städten erhalten. Ob in den Renaissancebau Reste des „Schohus“ einbezogen wurden, ist nicht hinreichend gesichert. Womöglich handelt es sich bei den Kellerwänden des zweiten, östlichen Gebäudes, welche durch die Ausgrabungen zutage traten, um bauliche Reste dieses dritten Rathauses oder eines schriftlich nicht überlieferten Vorgängerbaus. Ältere Bauwerksspuren, die im östlichen Teil des letzten (fünften) Rathauses an dieser Stelle feststellbar waren, müssen nicht mittelalterlichen Ursprungs gewesen sein. Dieses dritte Rathaus wurde beim großen Stadtbrand von 1676 ein Raub der Flammen.

### Viertes Rathaus (nach 1676)
Das vierte Rathaus wurde an westlich versetzter Stelle auf dem Marktplatz erbaut. Annähernd 50 Jahre benötigte die Stadt für den Wiederaufbau des nun dreigeschossigen Gebäudes. Es war noch nicht einmal komplett fertiggestellt, da gab es 1737 einen erneuten Stadtbrand, dem auch das Rathaus zum Opfer fiel.

### Fünftes Rathaus (nach 1737)
Der Wiederauf- und Umbau des Rathauses verlief nach dem Stadtbrand von 1737 deutlich schneller. Erst über die Folgeentwicklungen geben schriftliche Überlieferungen genauere Kunde. Schon am 30. Juni 1739 fand im noch nicht komplett fertiggestellten Rathaus wieder eine Ratssitzung statt.
Auch bei diesem Rathaus wurden Versatzstücke der Brandruine in den Neubau einbezogen, die Architektur wurde jedoch stark modifiziert. Man orientierte sich nicht mehr am Vorgänger aus der Renaissance. Es entstand nach Plänen des herzoglichen Hofbaumeisters Julius Löwe ein barocker Neubau, der 1747 mit dem achteckigen Turm komplett war. Der Bau war wieder dreistöckig und erhielt ein Mansarddach als Abschluss. Zusammen mit dem Turm hatte es nun eine Höhe von 35 Metern und war damit genauso hoch wie lang.
Dieser Bau wird traditionell als „altes“ Rathaus von Neubrandenburg bezeichnet. Dieses letzte Rathaus auf dem Marktplatz, „dat in sine Buart utsach als wenn dat ut 'ne Wihnachtspoppenschachtel namen wir“ wie Fritz Reuter es beschrieb, prägte für zwei Jahrhunderte das Stadtbild und war bis zu seiner Zerstörung ein beliebtes Foto- und Ansichtskartenmotiv. Es ist das einzige Rathaus der Stadt, dessen Aussehen bildlich überliefert ist.

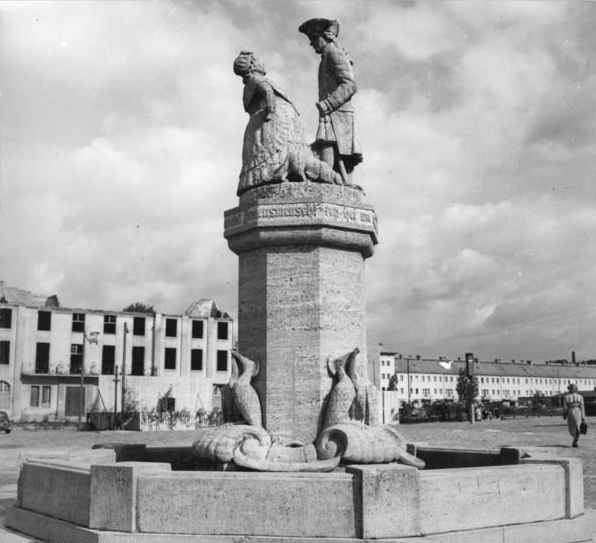
Dörchläuchting-Brunnen (heute: Mudder-Schulten-Brunnen nahe dem Bahnhof), 1954. Im Hintergrund die Ruine des Hotels Zur Goldenen Kugel

Im Ratskeller, einer im östlichen Erdgeschoss des Rathauses gelegenen Schankwirtschaft, trafen sich gern die Honoratioren der Stadt. Hier fanden unter anderem auch die legendären Stammtischrunden von Fritz Reuter statt, der hier so manche Idee für seine Werke als erstes zum Besten gab und auf ihre Publikumstauglichkeit untersuchte. Daran erinnert auch das vielleicht bekannteste Reuter-Gemälde „Ick will jug vertellen“.
Kurz vor dem Ende des Zweiten Weltkrieges (29. April 1945) marschierte die Sowjetische Armee in die Stadt ein und legte zahlreiche Brände. Auch das Rathaus wurde bei diesem Inferno 1945, das etwa 80 % der Altstadt vernichtete, zerstört. Die Ruine wurde Anfang der 1950er Jahre abgetragen. Ursprünglich wurde ein Wiederaufbau erwogen, von diesen Plänen aus finanziellen Gründen jedoch Abstand genommen.
Heute ist die Stelle des fünften Rathauses unbebaut. Die erhaltenen Kellerfundamente blieben beim Bau einer neuen Tiefgarage (eröffnet Ende 2008) unangetastet. Im Rahmen des Baus einer Tiefgarage und der Neugestaltung des Marktplatzes wurden über diesem Bodendenkmal Wasserspiele installiert.

### Ein Provisorium von Bestand
Durch den Kriegsverlust der meisten öffentlichen Gebäude in Neubrandenburg (darunter das alte Rathaus auf dem Marktplatz) waren städtische Verwaltungsbehörden ab 1945 zunächst in zahlreichen Not- und Behelfsquartieren über das gesamte Stadtgebiet verteilt. 1947 kaufte die Stadt die Brandruine der einstigen Hauptgeschäftsstelle der Mecklenburgischen Versicherung unweit des Bahnhofs am nördlichen Stadtring (heute: Friedrich-Engels-Ring) und begann mit dem deren Wiederaufbau in stark vereinfachten Bauformen als provisorischer neuer Sitz der Stadtverwaltung. Ziel war es, das Gebäude zum Neubrandenburger Stadtjubiläum 1948 in Funktion zu nehmen. Dieses Provisorium erwies sich in den folgenden Jahrzehnten als besonders dauerhaft und blieb bis 1990 Hauptsitz des Rates der Stadt Neubrandenburg. Alle Träume und Pläne eines Wiederaufbaus des alten Rathauses bzw. zur Errichtung eines neuen Rathausbauwerks in Neubrandenburg sind seither bis heute gescheitert.

### SED-Bezirksleitung wird Neues Rathaus

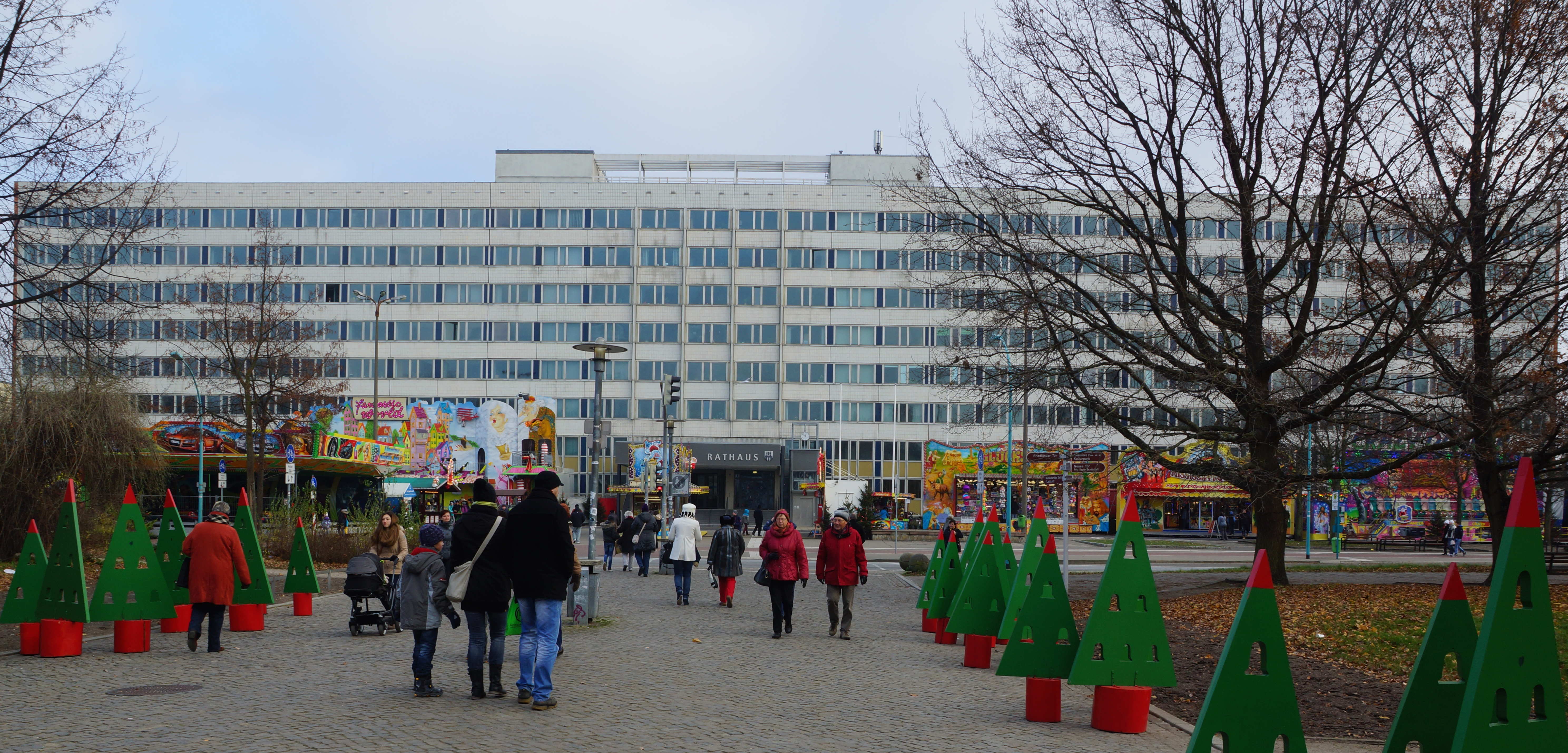
Ehemalige SED-Bezirksleitung, seit 1990 Neues Rathaus am Friedrich-Engels-Ring

In den späten 1960er Jahren wurde ein überdimensionierter Neubau für die SED-Bezirksleitung und den Rat des Bezirkes Neubrandenburg außerhalb der Altstadt am Friedrich-Engels-Ring 53 errichtet, der seit der Wiedervereinigung 1990 als Sitz der Stadtverwaltung dient. Für den Neubau und die Ringstraße wurden mehrere historische Villen am Wallring abgerissen.
Im Jahr 2014 fasste die Neubrandenburger Stadtvertretung auf Empfehlung der Stadtverwaltung einen Beschluss zur Sanierung des weitaus zu groß dimensionierten Rathausbaus, ohne wie gesetzlich vorgeschrieben Alternativen zu prüfen und eine Folgekostenbetrachtung anzustellen. Dieser Beschluss wurde 2016 als ungültig betrachtet und ein neues Beschlussverfahren wurde angeschoben. Im Dezember 2016 ging man ohne genaue Kalkulierung und Wirtschaftlichkeitsberechnung samt Folgekosten von gut 13 Millionen Euro Sanierungskosten aus, die höchstwahrscheinlich deutlich überschritten würden. Zudem könnten keine Garantien wie bei einem Neubau gewährt werden. Alternativen wie kleinere Neubauten an verschiedenen innenstadtnahen Bauflächen wurden auf Vorschlag der Stadtvertretung ab April 2016 geprüft.